# Ančia
Ančia (vyslov Anča) je řeka v Litvě, v Žemaitsku, pravý přítok řeky Šešuvis. Protéká okresy Kelmė, Šilalė a Tauragė. Pramení ve vísce Varlakojai 3 km na západ od města Kražiai. Zpočátku teče na jihozápad, po soutoku s říčkou Dubė se stáčí na jih, jihozápad, tvoří hranici mezi Šiauliaiským a Tauragėským krajem, 4 km na západ od Kryžkalnisu přes řeku vede stará "Žemaitská magistrála" č. 197 Kryžkalnis - Klaipėda, vzápětí dálnice A1 Klaipėda - Vilnius, přičemž meandruje již od Gudelių piliakalnisu směrem jižním, dále přes řeku vede dálnice A12 Šiauliai – Kryžkalnis – Tauragė, brzy na to protéká městem Skaudvilė, ve kterém protéká rybníkem o ploše 12,5 ha, dále městem Batakiai, míjí z východu městys Eidintai, za kterým se vlévá do Šešuvisu 46 km od jeho ústí do řeky Jūra jako jeho pravý přítok. Průměrný spád je 191 cm/km. Maximální průtok u Pužů je 98,6 m³/s, minimální – 0,02 m³/s.

## Minulost
Ančia je řeka významná i z historického hlediska: byla mnohokrát zmiňována v "Raportech" zvědů Řádu německých rytířů mezi lety 1348 – 1402, také "pomohla" Litevcům při obraně před nájezdy křižáků. Ves Santakai (bývalá), u které je soutok Anči se Šešuvisem je také historicky významná, zde měli křižáci svoji základnu, výchozí bod, ze kterého prováděli svoje výpady a pozorování a důležitý orientační bod pro svoje zprávy. Odtud vycházeli při svých průzkumech.

## Přítoky
- Levé:

| Hydrologické pořadí | Řeka      | Délka (km) | Povodí (km²) | Vzdálenost od ústí (km) | Ústí kde  | Koordináty ústí |
| ------------------- | --------- | ---------- | ------------ | ----------------------- | --------- | --------------- |
| 16010799            | Šaltupis  | 2,7        | 3,1          | 60,0                    |           |                 |
| 16010802            | Plūsčia   | 10,6       | 58,6         | 58,0                    |           |                 |
| 16010821            | Suvirkštė | 13,2       | 22,8         | 25,4                    |           |                 |
| 16010823            | Inkstilas | 14         | 7,6          | 20,5                    | Skaudvilė |                 |

- Pravé:

| Hydrologické pořadí | Řeka         | Délka (km) | Povodí (km²) | Vzdálenost od ústí (km) | Ústí kde    | Koordináty ústí |
| ------------------- | ------------ | ---------- | ------------ | ----------------------- | ----------- | --------------- |
| 16010797            | Žiogė        | 4,2        | 4,0          | 63,3                    |             |                 |
| 16010798            | Ringys       | 5,5        | 6,4          | 62,3                    |             |                 |
| 16010801            | Dubė         | 4,9        | 8,3          | 59,8                    |             |                 |
| 16010808            | Ringys       | 5,5        | 8,1          | 57,1                    |             |                 |
| 16010809            | Skliaustis   | 10,9       | 37,8         | 52,6                    | Nuomininkai |                 |
| 16010815            | Lydekų ravas | 2,4        | 2,2          | 51,1                    |             |                 |
| 16010816            | A-2          | 2,9        | 2,7          | 32,3                    |             |                 |
| 16010817            | Klutupis     | 2,7        | 4,6          | 31,6                    |             |                 |
| 16010818            | Pela         | 12,2       | 24,1         | 29,2                    | Keteriai    |                 |
| 16010824            | Narasa       | 5,3        | 8,9          | 20,1                    |             |                 |
| 16010825            | Ūkis         | 4,8        | 6,3          | 7,6                     |             |                 |
| 16010826            | A-1          | 3,4        | 5,5          | 5,0                     |             |                 |

## Galerie

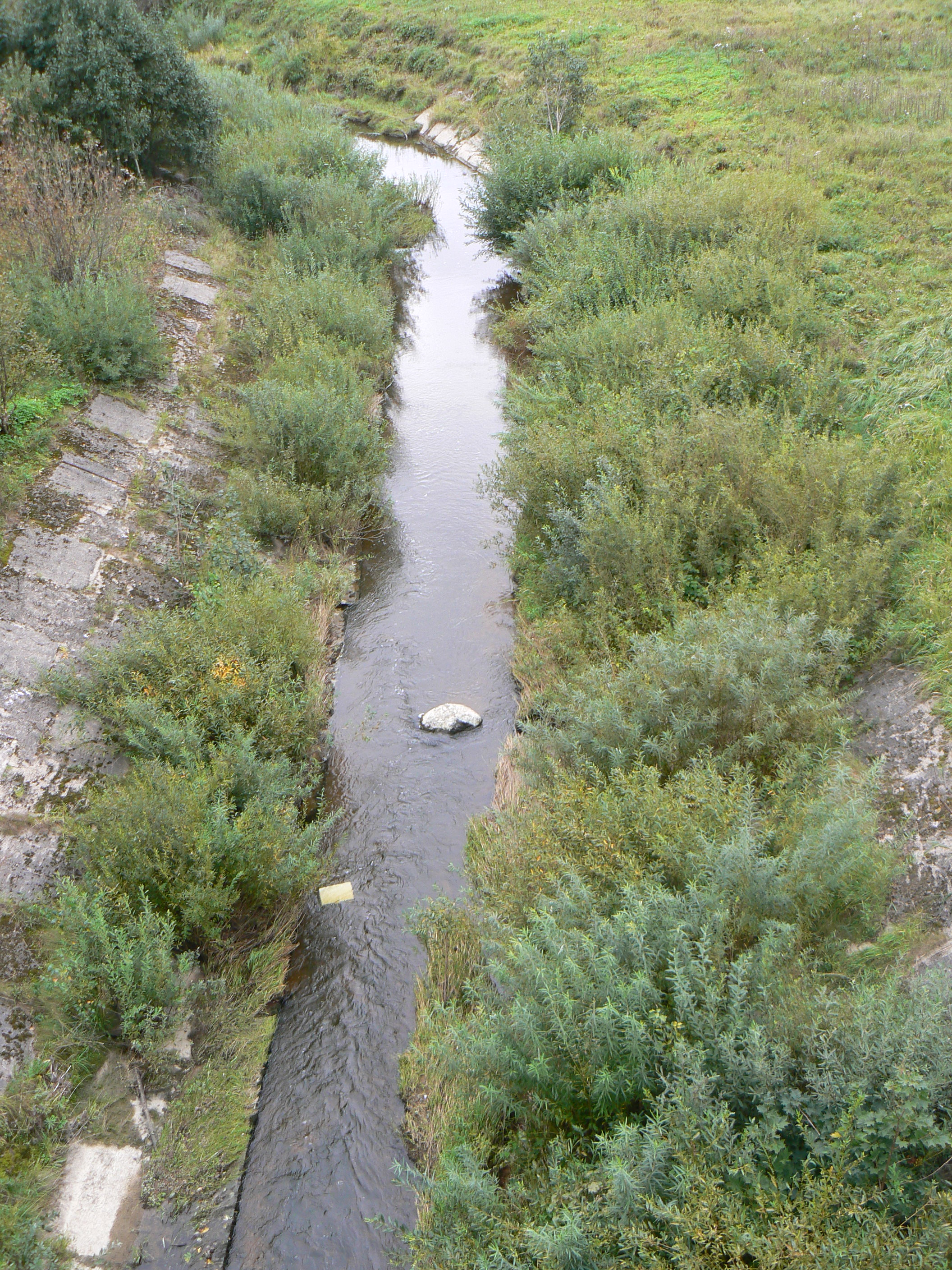
Ančia:pohled k jihu od dálnice A1
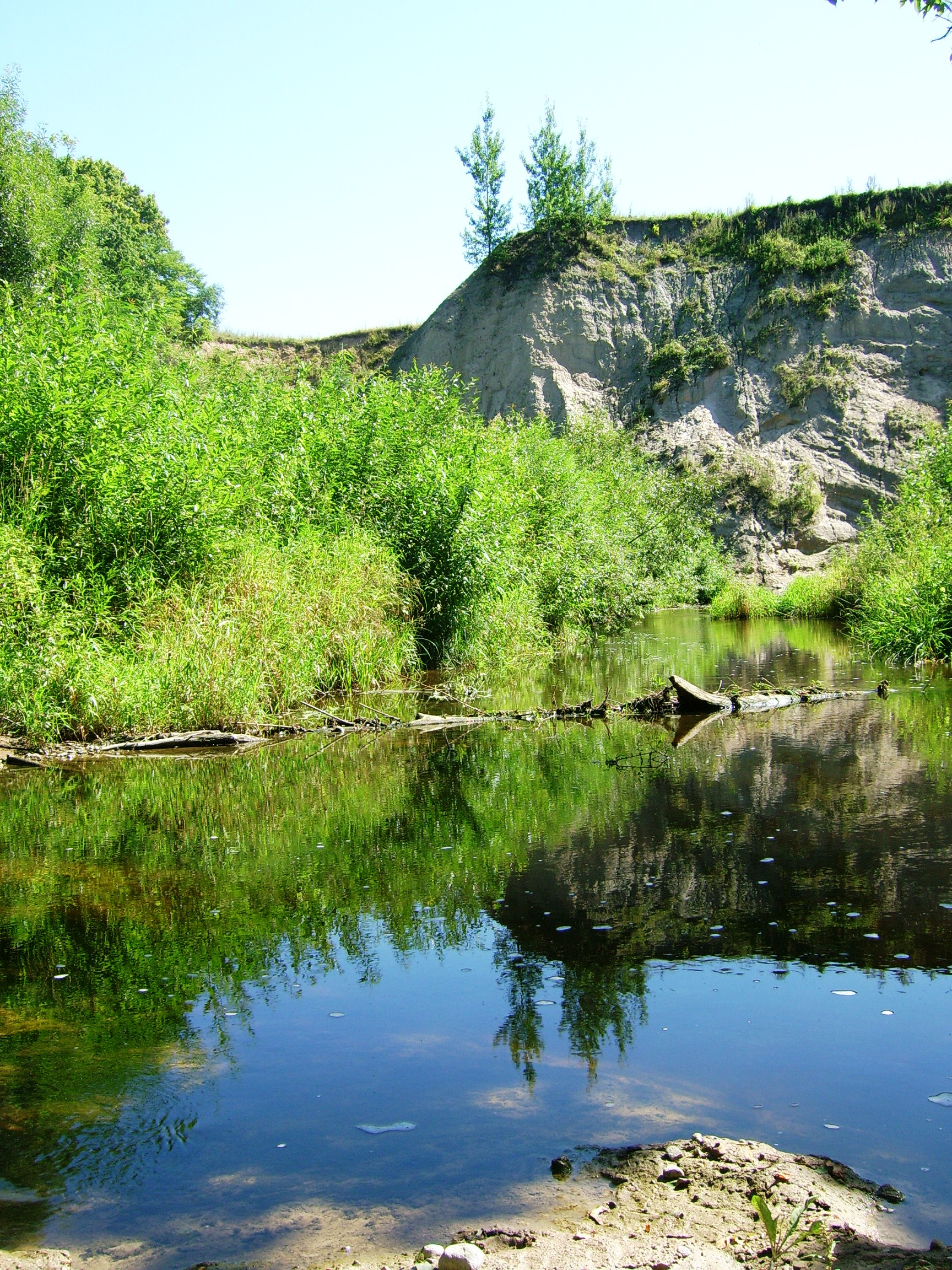
nátrž (atodanga, výchoz) u města Skaudvilė
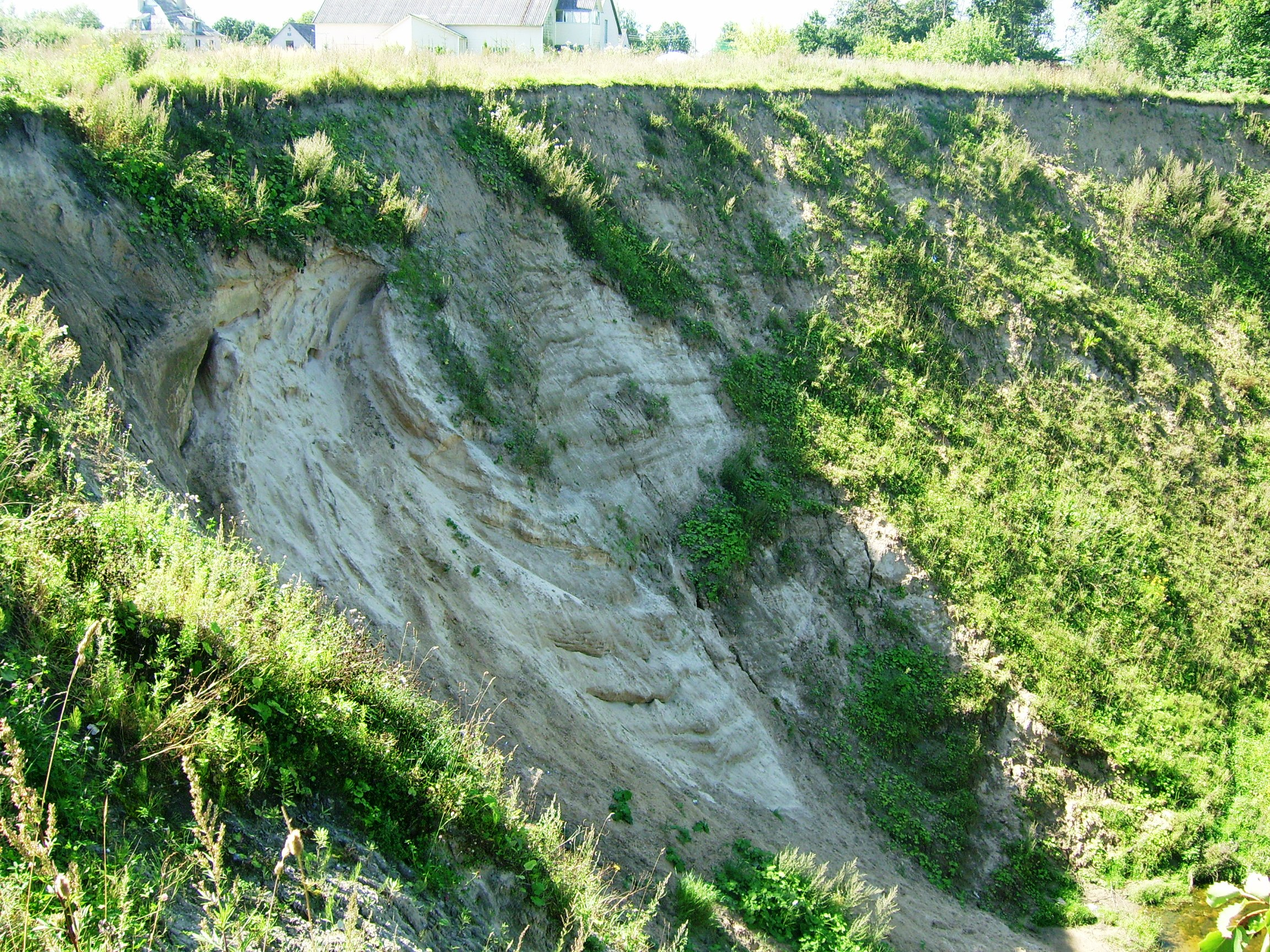
nátrž (atodanga, výchoz) na sever od města Skaudvilė
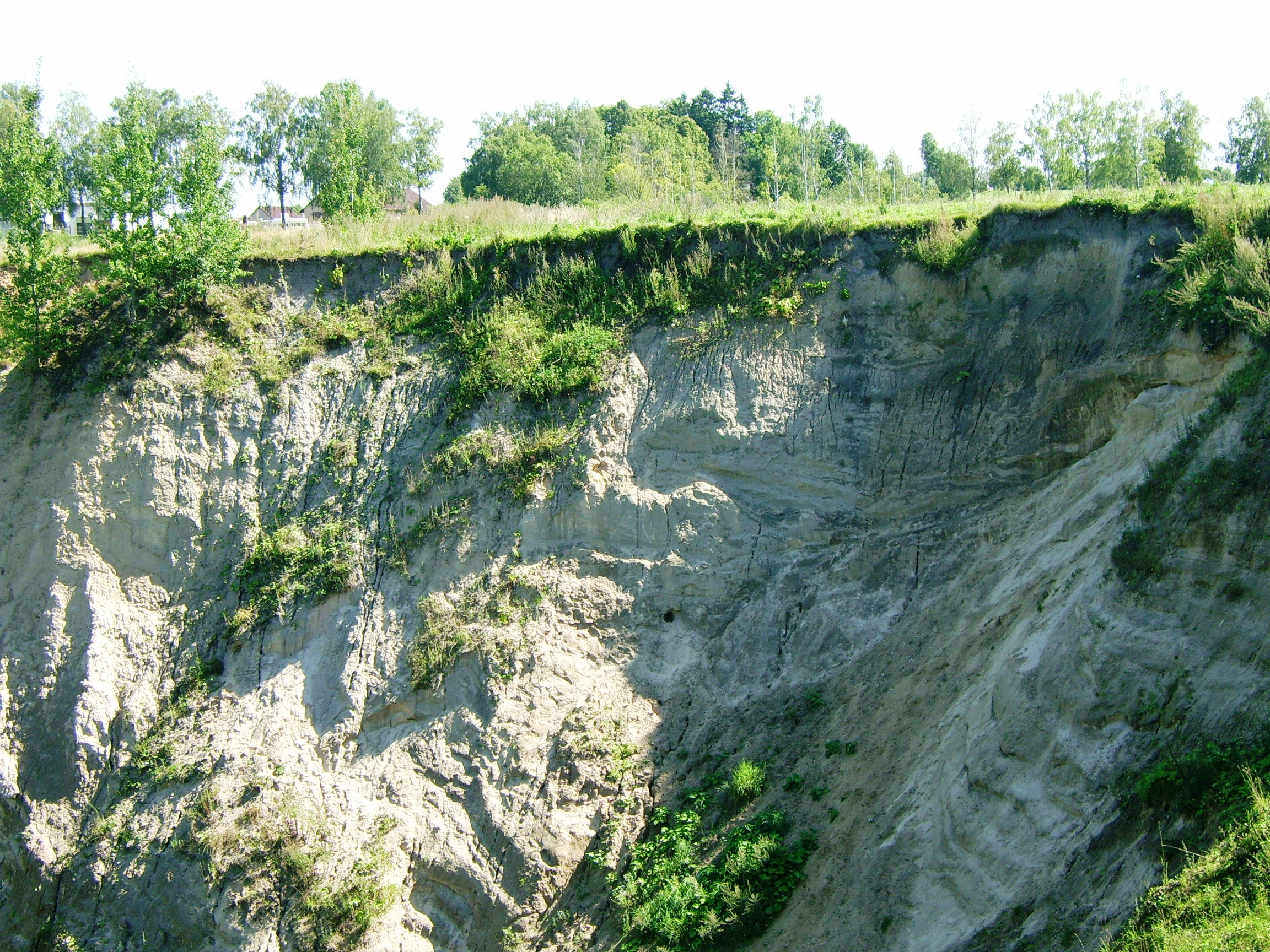
Skaudvilės atodanga
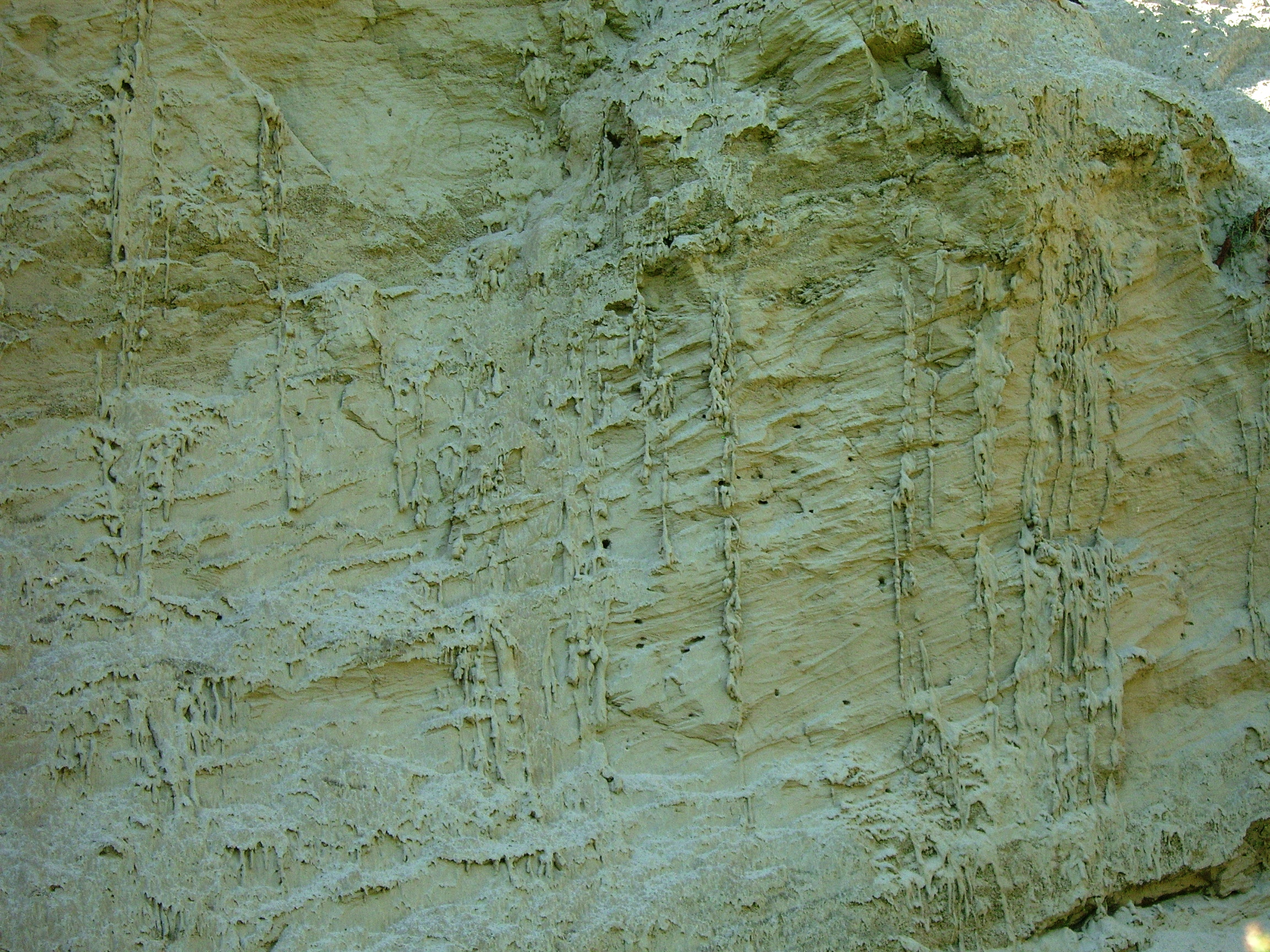
nátrž (atodanga, výchoz) u města Skaudvilė, 25 km od soutoku s Šešuvisem

## Původ názvu
Název Ančia souvisí se slovem antis – lit. kachna ve významu: bohatá na kachny.